# Euryphlepsia thersites
Euryphlepsia thersites är en insektsart som beskrevs av Ronald Gordon Fennah 1970. Euryphlepsia thersites ingår i släktet Euryphlepsia och familjen kilstritar. Inga underarter finns listade i Catalogue of Life.